# Чемпіонат Європи з дзюдо 2020
Чемпіонат Європи з дзюдо 2020 року пройшов у Празі з 19 по 22 листопада 2020 року.

## Результати

### Чоловіки
| Event   | Золото                    | Срібло                    | Бронза                                              |
| ------- | ------------------------- | ------------------------- | --------------------------------------------------- |
| −60 кг  | Роберт Мшвідобадзе Росія  | Яго Абуладзе Росія        | Франсіско Гаррігос ІспаніяЙорре Ферстретен Бельгія  |
| −66 кг  | Орхан Сафаров Азербайджан | Таль Флікер Ізраїль       | Деніс Вієру МолдоваКіліан Ле Блуш Франція           |
| −73 кг  | Віктор Стерпу Молдова     | Лаша Шавдатуашвілі Грузія | Рустам Оруджев АзербайджанТоммі Масіас Швеція       |
| −81 кг  | Тато Грігалашвілі Грузія  | Івайло Іванов Болгарія    | Лука Майсурадзе ГрузіяМаттіас Кассе Бельгія         |
| −90 кг  | Ммихайло Ігольніков Росія | Неманья Майдов Сербія     | Бека Гвініашвілі ГрузіяМамадалі Мехдієв Азербайджан |
| −100 кг | Петер Пальчик Ізраїль     | Арман Адамян Росія        | Жорже Фонсека ПортугаліяЗелім Коцоєв Азербайджан    |
| +100 кг | Тамердан Башаєв Росія     | Інал Тасоєв Росія         | Гурам Тушішвілі ГрузіяЛеван Матіашвілі Грузія       |

### Жінки
| Event  | Золото                    | Срібло                        | Бронза                                            |
| ------ | ------------------------- | ----------------------------- | ------------------------------------------------- |
| −48 кг | Шірін Буклі Франція       | Андреа Стоядінов Сербія       | Дістрія Краснікі КосовоКатаріна Менц Німеччина    |
| −52 кг | Одетте Джуффріда Італія   | Андреа Кіцу Румунія           | Шарлін ван Снік БельгіяЕстелла Лопес Іспанія      |
| −57 кг | Хедвіг Каракаш Угорщина   | Телма Монтейру Португалія     | Сара-Леоні Сісік ФранціяТереза Штолль Німеччина   |
| −63 кг | Кларісс Агбеньєну Франція | Магдалена Крссакова Австрія   | Мартіна Трайдос НімеччинаЮуул Франссен Нідерланди |
| −70 кг | Марго Піно Франція        | Санне Ван Дейк Нідерланди     | Мадіна Таймазова РосіяМарі-Їв Гайє Франція        |
| −78 кг | Маделайна Малонга Франція | Луїза Мальцан Німеччина       | Карла Продан ХорватіяЛоріана Кука Косово          |
| +78 кг | Романа Кікко Франція      | Ірина Кіндзерська Азербайджан | Роше Нуньєс ПортугаліяЄлизавета Каланіна Україна  |

### Медальний залік
| Місце               | Країна              | Золото | Срібло | Бронза | Загалом |
| ------------------- | ------------------- | ------ | ------ | ------ | ------- |
| 1                   | Франція             | 5      | 0      | 3      | 8       |
| 2                   | Росія               | 3      | 3      | 1      | 7       |
| 3                   | Грузія              | 1      | 1      | 4      | 6       |
| 4                   | Азербайджан         | 1      | 1      | 3      | 5       |
| 5                   | Ізраїль             | 1      | 1      | 0      | 2       |
| 6                   | Молдова             | 1      | 0      | 1      | 2       |
| 7                   | Італія              | 1      | 0      | 0      | 1       |
| 7                   | Угорщина            | 1      | 0      | 0      | 1       |
| 9                   | Сербія              | 0      | 2      | 0      | 2       |
| 10                  | Німеччина           | 0      | 1      | 3      | 4       |
| 11                  | Португалія          | 0      | 1      | 2      | 3       |
| 12                  | Нідерланди          | 0      | 1      | 1      | 2       |
| 13                  | Австрія             | 0      | 1      | 0      | 1       |
| 13                  | Болгарія            | 0      | 1      | 0      | 1       |
| 13                  | Румунія             | 0      | 1      | 0      | 1       |
| 16                  | Бельгія             | 0      | 0      | 3      | 3       |
| 17                  | Іспанія             | 0      | 0      | 2      | 2       |
| 17                  | Косово              | 0      | 0      | 2      | 2       |
| 19                  | Україна             | 0      | 0      | 1      | 1       |
| 19                  | Хорватія            | 0      | 0      | 1      | 1       |
| 19                  | Швеція              | 0      | 0      | 1      | 1       |
| Загалом (21 збірна) | Загалом (21 збірна) | 14     | 14     | 28     | 56      |

## Країни-учасниці
- Вірменія (1)
- Австрія (10)
- Азербайджан (14)
- Білорусь (8)
- Бельгія (14)
- Боснія і Герцеговина (2)
- Болгарія (7)
- Хорватія (6)
- Чехія (12)
- Данія (2)
- Естонія (3)
- Фінляндія (3)
- Франція (17)
- Грузія (11)
- Німеччина (18)
- Греція (9)
- Угорщина (11)
- Ісландія (2)
- Ірландія (4)
- Ізраїль (8)
- Італія (16)
- Косово (3)
- Латвія (1)
- Литва (2)
- Люксембург (1)
- Молдова (7)
- Чорногорія (2)
- Нідерланди (15)
- Польща (17)
- Португалія (16)
- Румунія (13)
- Росія (18)
- Сербія (11)
- Словаччина (6)
- Словенія (10)
- Іспанія (13)
- Швеція (2)
- Швейцарія (6)
- Туреччина (11)
- Україна (13)